# Michele La Ginestra
Michele La Ginestra (Roma, 7 novembre 1964) è un attore, commediografo, regista teatrale e conduttore televisivo italiano.

## Biografia
Nato a Roma, ha frequentato il liceo classico statale Giulio Cesare dove si è diplomato. Laureato in giurisprudenza, avvocato, si interessa al teatro scrivendo e dirigendo alcune commedie fino al trampolino televisivo, offerto dalla vittoria del gioco televisivo Beato tra le donne, del 1994. Da quel momento La Ginestra gira spot pubblicitari e alcuni film per la televisione, approdando poi al cinema con la pellicola Cresceranno i carciofi a Mimongo, del 1996.
Diventa conosciuto al grande pubblico per le sue apparizioni televisive in fiction (Nero Wolfe – Rai 1, Matrimoni e altre follie, I Cesaroni, Amiche mie e Nati ieri – Canale 5), programmi di intrattenimento (Colorado – Italia 1 – Don Michele) e spot pubblicitari (è stato testimonial della De Cecco); oltre per aver co-condotto I fatti vostri (2001) su Rai 2 e Solletico (1999/2000), su Rai 1, da settembre 2014 è “giudice” a Cuochi e fiamme su LA7, è opinionista in Torto o Ragione su Rai 1 ed unico protagonista di Stasera cucina Michele su Fox Life.
Da aprile 2017 conduce il suo nuovo game show Il programma del secolo, sul canale nazionale TV2000; per il canale della CEI, è protagonista della prima serie TV prodotta da essa, Canonico.
Ha partecipato a vari film (Con il sole negli occhi di Pupi Avati, Immaturi di Paolo Genovese, Viva l'Italia e Nessuno mi può giudicare di Massimiliano Bruno, Pazze di me di Fausto Brizzi), anche se rimane, soprattutto, un protagonista della scena teatrale: ha partecipato come attore, regista o autore a circa 100 spettacoli teatrali; tra tutti, tre versioni del Rugantino al Teatro Sistina, per la regia di Pietro Garinei, con Sabrina Ferilli, Maurizio Mattioli e Simona Marchini presenti nell'edizione 2001.
Dal 1997 è il fondatore e il direttore artistico del Teatro 7 di Roma dove si produce come attore, autore e regista.

## Filmografia

### Cinema
- Cresceranno i carciofi a Mimongo, regia di Fulvio Ottaviano (1996)
- Immaturi, regia di Paolo Genovese (2011)
- Nessuno mi può giudicare, regia di Massimiliano Bruno (2011)
- Viva l'Italia, regia di Massimiliano Bruno (2012)
- Una notte agli studios, regia di Claudio Insegno (2012)
- Pazze di me, regia di Fausto Brizzi (2013)

### Televisione
- Tre stelle, regia di Pier Francesco Pingitore - miniserie TV (1999)
- Nati ieri, regia di Luca Miniero e Paolo Genovese - serie TV (2005-2006)
- Amiche mie, regia di Paolo Genovese e Luca Miniero - serie TV (2008)
- Nero Wolfe, regia di Riccardo Donna - serie TV (2012)
- I Cesaroni, regia di Francesco Pavolini -  serie TV (2014)
- Con il sole negli occhi, regia di Pupi Avati - film TV (2015)
- Matrimoni e altre follie, regia di Laura Muscardin - serie TV (2016)
- Immaturi - La serie, regia di Rolando Ravello - serie TV (2018)
- Canonico, regia di Peppe Toia - serie TV (dal 2021)
- Tutto chiede salvezza, regia di Francesco Bruni - serie TV (2022-2024)

### Pubblicità
- Pasta De Cecco (2013-2015)

### Podcast
- Batman - Un'autopsia (Spotify, 2022)

## Teatro
- Rugantino, regia di Pietro Garinei (2000-2001)
- I figli della lupa, regia di Pietro Garinei (2002)
- Secondo me, regia di Augusto Fornari (2008)
- Radice di 2, regia di Enrico Maria Lamanna (2008)
- Banda disarmata, regia di Roberto Marafante (2011)
- C'eravamo troppo amati, regia di Roberto Marafante (2012)
- Ti posso spiegare, regia di Roberto Marafante (2013)
- Mi hanno rimasto solo, regia di Michele La Ginestra (2014)
- M'accompagno da me, regia di Roberto Ciufoli (2016)

## Programmi televisivi
- Beato tra le donne (Rai 1, 1994)  Concorrente
- Solletico (Rai 1, 1999-2000)
- Nientepopodimenoche (Rai 1, 2001)  Concorrente vincitore
- I fatti vostri (Rai 2, 2001-2002)
- Assolo (LA7, 2002-2003)
- Colorado (Italia 1, 2013)
- Stasera cucina Michele (Fox Life, 2014)
- Torto o ragione? (Rai 1, 2014) Opinionista
- Cuochi e fiamme (LA7, LA7d, 2014-2015) Giudice
- Il programma del secolo (TV2000, 2017-2018)
- Dolci tentazioni (Alice, 2018-2019)
- Questa è vita! (TV2000, 2019-2021)
- I magnifici 7 (TV2000, 2021)

## Pubblicità
- De Cecco (2011-2015)
- Ferrarelle (dal 2020)